# Taizu (Liang postérieurs)
L'Empereur Taizu des Liang postérieurs (後梁太祖), nom personnel Zhu Quanzhong (朱全忠) (852–912), né Zhu Wen (猪瘟), nom ensuite changé en Zhu Huang (猪晃), surnom Zhu San (猪三, littéralement, « le troisième Zhu »), était un Jiedushi (gouverneur militaire) de la fin de la dynastie Tang, qui a précédemment servi comme général sous les ordres du rebelle Huang Chao de l'État de Qi qui renversa la dynastie Tang en 907. Il fonde la dynastie des Liang postérieurs et inaugure ainsi la Période des Cinq Dynasties et des Dix Royaumes.
Zhu parvient à conquérir la plupart de la Chine centrale, mais les provinces du Shanxi, du Shaanxi et du Hebei restent en dehors de son contrôle. La plupart de ses campagnes sont ensuite dirigées contre les Shatuo, sous l'égide de l'État de Jin, basés dans la Shanxi. Mais la plupart des campagnes se terminent par des échecs à cause des ressources des dirigeants Jin, dont Li Keyong et ensuite son fils Li Cunxu. À cause de son acharnement à vouloir unifier le nord, Taizu est incapable de faire des incursions dans le sud, qui est contrôlé par une douzaine d'États différents. Toutefois, les souverains du sud sont largement soumis à Taizu à l'exception des principaux États de Wu et de Shu.
Le règne de l'empereur Taizu dure jusqu'en 912 lorsqu'il est tué par son fils Zhu Yougui. Ce dernier est ensuite renversé par son frère Zhu Youzhen l'année suivante. La dynastie des Liang postérieurs durera jusqu'en 923.

## Début de carrière
Les détails sur les origines de Zhu Wen sont rares. Il est le plus jeune des trois fils de sa famille, ses frères ainés étant, dans l'ordre, Quanyu et Cun. Son père, Zhu Cheng (朱誠) enseignait les cinq classiques dans le Xian de Dangshan, qui à cette époque était rattaché à Songzhou. En plus de ses deux frères, il a aussi une sœur cadette, qui a épousé un homme nommé Yuan Jingchu (袁敬初), originaire du Xian de Xiayi (下 邑), qui se trouve près de Dangshan. Le père et le grand-père de ce Jingchu avaient occupé des postes administratifs au niveau du Xian et du Zhou; mais surtout ils disaient être des descendants de Yuan Shuji, un haut fonctionnaire ayant servi les Tang au siècle précédent. La sœur de Wen et Yuan Jingchu ont un fils nommé Yuan Xiangxian, qui va devenir un puissant général au service des Liang postérieurs, la dynastie est fondée par Zhu Wen, puis des Tang postérieurs, qui succèdent aux Liang. Zhu Cheng meurt alors que Wen est encore un jeune garçon, probablement vers l'an 864. Sa veuve prend ses trois fils avec elle et part vivre dans la maison de Liu Chong (劉崇) dans le Xian de Xiao, à Xuzhou. La mère de Zhu Cheng étant connue pour avoir été surnommé Liu, il est donc possible que Chong soit un parent de la grand-mère de Zhu Wen. Si c'est le cas, les origines de Zhu Cheng ne sont pas si obscures que cela, puisque le clan Liu est le plus puissant de la région. De plus, le mariage de la sœur de Cheng avec un membre de la famille Yuan indique également que sa famille a un rang social assez élevé.
Zhu Wen est élevé pour devenir le vassal (binke 賓客) d'une famille importante ou l'intendant d'un manoir ; mais si l'on en croit les chroniques de l'époque, les membres de la famille/clan Liu ne le tiennent pas en haute estime, à l'exception de la mère de Liu Chong, qui intercédait en faveur de Wen à chaque fois que son fils infligeait une bastonnade à ce dernier parce qu'il avait quelque chose à lui reprocher. Lassé de cette vie, Zhu tourne le dos aux projets qui ont été faits pour lui et forme son propre groupe de bandits, l'un des nombreux opérant entre le fleuve Jaune et la Huai He. Vers 877, Zhu Wen et son frère Zhu Cun (朱存), rejoignent l'armée rebelle de Huang Chao, qui se bat alors dans la région. Cun est tué plus tard lors des combats, pendant que Wen monte en grade, au point de recevoir le commandement de sa propre armée après la prise de la capitale impériale Chang'an par Huang Chao en janvier 881,.
Avec cette armée Zhu Wen attaque et s'empare du Zhou voisin de Tong (同州), dont il devient le commissaire chargé de la défense. Si beaucoup de jiedushi (des gouverneurs militaires) font leur soumission à Huang Chao après sa prise de Chang'an, ils changent d'allégeance et se redéclarent fidèles à la Cour des Tang, une fois qu'ils se sont rendu compte que ces derniers n'ont pas encore perdu la partie. Et effectivement, en 882 Huang Chao se retrouve encerclé, contrôlant seulement deux Xians en dehors de Chang'an, dont l'un est celui de Tong. Wen trouve alors opportun de changer de camp et après avoir dans un premier temps assassiné son surveillant militaire Yan Shi (嚴實), Zhu Wen se rend à Wang Chongrong, le jiedushi du circuit de Hezhong (河中). Pour le récompenser d'avoir su changer de camp en temps opportun, l'empereur Tang Xizong nomme Zhu Wen grand général de la garde impériale et commandant adjoint des armées stationnés à Hezhong. Il lui donne également son nouveau prénom "Quanzhong", qui signifie «de tout cœur loyal».
Le 3 mai 883, Zhu est nommé préfet du Zhou de Bian (汴州) et jiedushi du circuit de Xuanwu (宣武), dont le siège se situe à Bian. Cette nomination doit prendre effet après la reconquête de Chang'an, qui semble alors imminente. Les assiégeants savaient déjà que Huang avait prévu de s'échapper vers l'est pour rejoindre le Henan, via le col de Lantian, et la Cour Impériale avait besoin de quelqu'un pour défendre le canal servant de route vers les greniers à grain du sud-est. En tant qu'ancien rebelle ayant une connaissance précise de la région en question, Zhu était un choix naturel. Il faut aussi prendre en compte le fait qu'afin d'être sûr d'avoir ce poste, Quanzhong a activement recherché le patronage de Wang Chongrong, l'un des architectes en chef de l'offensive impériale, qu'il appelle «oncle». Une quinzaine de jours après la nomination de Zhu, les troupes des Tang entrent dans Chang'an, et dès le 9 août, le nouveau préfet arrive à Bian.

## Gouverneur de Xuanwu

### Les campagnes contre Huang Chao
Comme on l'a vu plus haut, Zhu Quanzhong est arrivé à Bian plus de trois mois après sa nomination. Ce retard est probablement lié à diverses tâches qui lui sont assignées entre-temps, mais peut aussi être dû à la négociation sur le nombre de soldats qu'il est autorisé à prendre au sein de son armée pour les avoir sous ses ordres à Bian. Quand il se rend aux Tang, Zhu apporte avec lui une armée de plusieurs milliers d'hommes; mais au moment où il part pour Bian, ses troupes doivent avoir été largement dispersées ou absorbées dans les autres corps d'armée impériaux, car il arrive à son nouveau poste avec seulement quelques centaines de soldats dont un noyau dur composé d'environ 80 gardes personnels. Ces réservistes vont lui fournir un encadrement solide pour les troupes qu'il va recruter sur place, ce qui va se révéler crucial dans ses premières années à Bian. La majorité de ces vétérans ont probablement servi avec Zhu sous les ordres de Huang Chao, mais certains, comme Pang Shigu (龐師古), sont de nouvelles recrues. Les troupes de Xuanwu sont l'une des armées les plus puissantes de la région et Zhu compte bien faire en sorte qu'elles lui soient personnellement fidèles. L'armée se compose de deux forces : la garde du gouverneur et la force de campagne principale, la première agissant en tant que gardes du corps du gouverneur. Zhu nomme plusieurs de ses 80 gardes personnels officiers de la garde du gouverneur, comme Ding Hui qui est nommé administrateur, et Hu Zhen (胡真) qui devient commandant. Zhu Youyu (朱友裕), le fils aîné de Zhu Quanzhong, est également nommé officier, mais à cette époque, il est encore un jeune garçon ce qui fait que son grade est plus honorifique qu'autre chose. La plus importante de ces nominations est celle de Zhu Zhen (朱珍), qui devient responsable de la sélection, de la formation et de la réorganisation des troupes. Zhu Quanzhong garde à son service les différents officiers héréditaires présents dans son armée, mais la réorganisation et les préparatifs de la guerre contre Huang Chao sont confiés à ses propres hommes. L'armée de Xuanwu est formée en grande partie de fantassins. Après avoir vu l'efficacité de la cavalerie tribale des Turcs Shatuo lors de la reprise de Chang'an, Zhu crée ses propres unités de cavaliers. Si, dans un premier temps, Zhu Quanzhong, ne confie le commandement des troupes qu'aux vétérans arrivés avec lui à Bian; avec le temps et la formation de nouvelles unités, les officiers sont choisis aussi bien parmi ces fidèles de longue date qu'au sein des hommes recrutés localement.
Zhu a rapidement l'occasion de tester le courage de sa nouvelle armée. Après sa fuite à travers le col de Lantian, Huang Chao attaque le Zhou de Cai (蔡州), et Qin Zongquan, le jiedushi du circuit de Fengguo (奉國), dont le siège est à Cai, fait défection au profit des rebelles. Huang attaque ensuite le Zhou de Chen (陳州), mais là le préfet, Zhao Chou décide de résister, bien que la capitale de son Zhou soit assiégée. Avec Huang retenu à Chen et ses armées rencontrant aussi de la résistance dans d'autres Zhou, Zhu Quanzhong joint ses forces à celles des autres jiedushi de la région au début de 884 et fait appel à Li Keyong, le jiedushi de Hedong (河東) et responsables des opérations militaires ayant permis aux Tang de reprendre Chang'an. Il demande également de l'aide au chef des Turcs Shatuo. Au printemps 884, les forces combinées de Zhu Quanzhong et Li Keyong mettent en déroute les généraux de Huang et l'obligent à abandonner le siège de Chen. Après une série de défaites face aux armées gouvernementales, Huang réussit de nouveau à fuir vers l'est, mais sa carrière de chef rebelle touche à sa fin, car il est tué un peu plus tard, pendant l'été 884. La défaite finale de Huang Chao provoque la reddition de plusieurs commandants rebelles à Zhu, ce qui lui permet de renforcer ses troupes et lui fournit un deuxième groupe d'officiers aguerris, qui vont le servir loyalement dans les années à venir.
Peu après la défaite de Huang, une querelle éclate entre Zhu Quanzhong et Li Keyong, et quand le second passe par Bian, le premier tente de le faire assassiner dans la nuit du 11 juin 884. La tentative échoue et Li Keyong s'enfuit pour revenir à son quartier général de Taiyuan, d'où il dépose une plainte devant la Cour impériale. Dans sa réponse, Zhu prétend ne pas avoir été informé de la tentative de meurtre et explique qu'il s'agit d'un plan mis au point par son commandant d'armée Yang Yanhong (楊彥洪), avec l'aide d'un représentant de la Cour. Il conclut en disant qu'Yang a été exécuté entretemps. En réalité, Yang a été tué par un tir ami, une flèche tirée par Zhu lui-même lors de la tentative d’assassinat de Li Keyong. À cette date, la Cour des Tang n'a presque plus aucun pouvoir réel et ne tient pas à être impliquée dans le conflit entre les deux seigneurs de guerre. L'empereur décide donc de ne pas pousser plus loin l'enquête sur la question et donne à Li Keyong le titre de Prince de Longxi. Cet incident marque le début d'une lutte longue de 40 ans entre les clans Zhu et Li, qui ne s’achèvera que bien après la mort des deux seigneurs de guerre.

### Les campagnes contre Qin Zongquan
La mort de Huang Chao ne met pas pour autant fin à toutes les rébellions contre la souveraineté impériale des Tang et Qin Zongquan finit par prendre la tête des rebelles restant et s'autoproclamer empereur. Qin élargit son territoire dans toutes les directions, et s'empare de la capitale de l'est, Luoyang, en 885 – 886. À cause du repli des armées de Li Keyong, Zhu n'est plus assez puissant pour le vaincre et aucune aide n'est à attendre de la part de la Cour. En effet, l'empereur Tang Xizong a de nouveau dû fuir Chang'an, après s'être disputé avec Wang Chongrong, l'ancien supérieur de Zhu. L'absence d'autorité centrale laisse donc l'initiative à Zhu et aux autres jiedushi.
À l'automne 884, l'empereur Xizong décerne des titres à Zhu, qui devient dignitaire honoraire pour l'éducation, ce qui lui donne un rang de ministre, et Marquis de Pei. En 885, Zhu marie sa fille, la future princesse Changle, à Zhao Yan, le fils de Zhao Chou, ce dernier étant déjà redevable à Zhu de l'avoir sauvé alors qu'il était assiégé par Huang Chao,. Avec cette alliance, Quanzhong a maintenant un soutien fidèle qui sert de "tampon" entre sa ville de Bian et Cai, le quartier général des rebelles. Une autre occasion de renforcer sa position se présente à lui en décembre 886, lorsque l'armée du circuit de Yicheng (義成), dont le quartier général se situe dans le Zhou de Hua (滑州), se mutine contre An Shiru (安師儒), le gouverneur choisi par la Cour. An réprime la mutinerie, ce qui n’empêche pas Zhu de l'attaquer et de se s'emparer facilement de Hua. Une fois maitre des lieux, il tue An Shiru et le remplace par Hu Zhen. Ce faisant, Zhu contre également une tentative menée par Zhu Xuan, le jiedushi du circuit de Tianping (天平); un allié de Zhu Quanzhong qui cherchait également à prendre le contrôle de Yicheng. L'armée de Yicheng est réorganisée en transférant certains de ses officiers et hommes à l'armée de Xuanwu et en nommant des officiers de Xuanwu pour commander le reste. La majeure partie des troupes de l'armée Yicheng doivent être laissées à Hua pour garder le fleuve Jaune, mais Zhu Quanzhong a gagné une réserve stratégique non négligeable. En janvier 887, l'empereur élève Zhu Quanzhong au rang de Prince de Wuxing.
Après avoir repoussé deux attaques de rebelles, Zhu Quanzhong décide en juin/juillet 886 d'envoyer Guo Yan (郭言), un commandant de cavalerie, attaquer le Zhou de Cai, soit le quartier général de Qin Zongquan. L'attaque échoue et fin 886, c'est Qin qui lance à son tour une campagne contre Zhu, en marchant sur Bian pour s'emparer de la ville. Le nouveau Prince de Wuxing réagit en envoyant Zhu Zhen vers l'est, pour qu'il recrute des troupes supplémentaires à l'extérieur de son propre territoire. En agissant ainsi, il espère augmenter la taille de ses armées et d'améliorer la situation concernant l'approvisionnement de Bian. Il envoie également Guo Yen vers l'ouest, dans le territoire contrôlé par les rebelles. Après avoir vaincu une bande de bandits, Guo Yen recrute de nombreux survivants, puis se fraye un chemin pour revenir à Bianzhou avec ces recrues. Au total, son expédition a duré environ six mois. Zhu Zhen, quant à lui, se dirigea vers le circuit de Pinglu (平盧), où la situation est relativement paisible. Après avoir vaincu l'armée de Pinglu, Zhu Zhen se met à recruter les hommes de la région et à saisir les chevaux, avant de retourner à Bian au printemps 887, après seulement deux mois d'absence. Selon le Zizhi Tongjian, cette expédition lui a permis de rassembler 10000 recrues et 1000 chevaux. Ces chiffres pourraient être exagérés, mais le total des troupes à la disposition de Zhu Quanzhong pourrait bien avoir atteint trente mille hommes à ce moment précis.
En mai/juin 887, Zhu se sent assez fort pour contre-attaquer. Il rassemble l'armée de Yicheng, et demande de l'aide à ses deux voisins et "frères" jiedushi, Zhu Xuan et le cousin de Zhu Xuan, Zhu Jin du circuit de Taining (泰寧), . Tous deux répondent à ces demandes en se portant au secours de Zhu. Entretemps, les troupes de Qin Zongquan ont largement eu le temps d'arriver au pied des murs de Bian et d'assiéger la ville. Après avoir rassemblé ses forces, Zhu décide alors de tenter une sortie alors que ses ennemis sont au beau milieu d'un banquet. Pris par surprise par cette sortie et l'arrivée des armées de Tianping et de Taining, les assiégeants sont mis en déroute. Après ces défaites, les dirigeants de plusieurs Zhou abandonnent Qin. N'étant plus mis en danger par les rebelles, Zhu Quanzhong est prêt à commencer la conquête du Henan.

### Conquête du Henan
L'alliance de Zhu Quanzhong avec Zhu Xuan et Zhu Jin est très brève. Alors même que leurs armées repartent vers l'est, Zhu Quanzhong accuse Zhu Xuan et Zhu Jin d'enrôler ceux qui avaient déserté son armée pour fuir vers l'est. Avec ces accusations comme justification, Zhu Quanzhong lance une offensive contre Zhu Jin. Son commandant en chef Zhu Zhen s'empare du Zhou de Cao (曹州) et de Qiu Hongli, le responsable dudit Zhou ; tandis que Zhang Guiba (張歸霸) met Zhu Jin en déroute lors d'une bataille à Jinxiang (金鄉) et s'empare du Zhou de Pu (濮州). Malgré ces victoires, Quanzhong n'obtient pas de résultats véritablement concluants, car Zhu Zhen n'arrive à prendre le Zhou de Yun (鄆州), le siège du circuit de Tianping, et peu après, ses troupes doivent abandonner les Zhou de Cao et Pu.
Pendant ce temps, au sud, Gao Pian, le jiedushi du circuit de Huainan (淮南), meurt tué lors d'une mutinerie. Pour remplacer le défunt, la Cour de Tang décide de confier son poste à Zhu Quanzhong, qui devient donc le jiedushi de deux circuits en même temps. Quanzhong envoie, Li Fan (李璠), un de ses adjoints, prendre le contrôle du circuit ; mais lorsque ce dernier arrive sur place, il y trouve Yang Xingmi, l'un des généraux de Guo Pian, qui a pris le contrôle du Zhou de Yang(揚州), où se situe le siège du circuit. Même s'il accepte de recevoir Zhang Tingfan (張廷範), l'émissaire de Quanzhong, Xingmi refuse d'accepter Li Fan comme jiedushi par intérim. Cette situation déplait également à Shi Pu le jiedushi du circuit de Ganhua (感化), qui voulait lui aussi remplacer Gao Pian. Il envoie ses troupes arrêter Fan Li et Guo Yan, qui escorte Li, pour les empêcher d'atteindre le Zhou de Yang, ce qui oblige Zhu Quanzhong à abandonner son projet de prendre le contrôle du Huainan. Pendant ce temps, Zhao Deyin, qui est à la fois le jiedushi du Circuit de Shannan Est (山南東道), et l'un des généraux de Qin Zongquan, fait défection au profit des Tang, ce qui permet aux armées de Zhu d'assiéger Cai.
Pour acheter les fournitures nécessaires pour continuer la guerre contre les rebelles, Zhu envoie un administrateur militaire au nord avec 10 000 taels d'argent, pour acheter des céréales à Le Yanzhen, le jiedushi du circuit de Weibo (魏博). Cependant, cette mission coïncide avec une mutinerie de la garde de Le, au cours de laquelle l'émissaire de Zhu est tué et son argent, ainsi que tout le grain qu'il avait acheté, confisqués par les rebelles. En représailles, Zhu Quanzhong envoie Zhu Zhen avec une armée qui pille le circuit de Weibo avant de repartir amener son butin à son chef. Cette virée n'est pas sans conséquences, car privé du soutien de Zhu, Le Congxun (樂從訓), le fils de Yanzhen, qui résistait aux mutins, est vaincu et exécuté avec son père. Ce dernier essaye d'éviter la peine de mort en devenant un moine bouddhiste, mais en vain. Après cela, l'officier Luo Hongxin, un des hommes de Yanzhen, reprend le contrôle du circuit de Weibo et fait la paix avec Zhu.
À l'Ouest, deux anciens condisciples de Zhuge Shuang, Zhang Quanyi, le maire de la municipalité de Henan (河南) et Li Hanzhi, le jiedushi du circuit de Heyang (河陽) (dont le siège se situe dans le Zhou de Meng (孟州), étaient tous deux occupés à lutter avec Li Hanzhi. En effet, ce dernier s'était enfui pour rejoindre Li Keyong, qui avait envoyé une armée pour rétablir Hanzhi dans son fief. Mis sous pression, Zhang Quanyi se tourne vers Zhu pour lui demander de l'aide. Zhu répond en envoyant une armée commandée par Ding Hui et Niu Cunjie (牛存節), qui infligent une défaite aux troupes de Li Keyong et permettent à Quanzhong de prendre le contrôle du circuit de Heyang. Sans le savoir, Zhu obtient une double victoire ce jour-là, car il gagne le soutien indéfectible de Zhang, qui va se révéler être un allié loyal et compétent. En effet, c'est sous l'administration de Zhang que Luoyang va enfin se relever et récupérer après des années de guerre ruineuse, tandis que Zhu pourra ensuite compter sur lui pour obtenir l'argent et les approvisionnements alimentaires nécessaires à ses campagnes militaires.
Fin juin/ début juillet 888, le siège du Zhou de Cai dure depuis plus de cent jours. En tant que commandant général du front sud-est, Shi est officiellement responsable de l'opération, mais Zhu Quanzhong présente une pétition à la Cour dans laquelle il multiplie les accusations contre Shi et exige son retrait du poste de commandant général. Quelque temps plus tôt, Liu Zongo, le préfet du Zhou de Chu (楚州), s'était enfui pour rejoindre Zhu Quanzhong, en raison des troubles dans le Huainan. Afin de provoquer Shi pour l'obliger à prendre les armes, Quanzhong donne l'ordre à Zhu Zhen de prendre le commandement d'une armée et de partir vers l'est pour réinstaller Liu dans son Zhou. Toute la subtilité vient du fait que, pour atteindre Chu, Zhu Zhen doit passer par le circuit de Ganhua, dont Shi est le jiedushi. Comme prévu, cette intrusion est plus que ce que Shi peut supporter et il ordonne à ses armées d'attaquer Zhu Zhen. Finalement, c'est Zhu Zhen qui sort victorieux de la bataille contre les troupes de Ganhua et en profite pour s'emparer du Zhou de Su (宿州), qui est situé plus au sud. Zhu Quanzhong ordonna alors au commandant en second Pang Shigu d'attaquer le Zhou de Xu (徐州), le siège du circuit de Ganhua. En février/mars 889, Pang inflige une défaite à Shi lors d'une bataille à Lüliang.
Entretemps, le Zhou de Cai est tombé entre les mains des assiégeants en janvier/février 889. Qin Zongquan est capturé, emprisonné et, après être passé entre plusieurs mains, arrive devant Zhu Quanzhong. Ce dernier confie à son bras droit Li Fan la tâche d'amener le vaincu jusqu'à Chang'an, où le gouvernement impérial le fait exécuter. En avril/mai, Zhu Quanzhong est élevé au rang de Prince de Dongping,.
Durant ses premières années comme gouverneur, Zhu Quanzhong a accordé toute sa confiance à son commandant en chef, Zhu Zhen, si bien que Zhen est devenu assez puissant pour contester l'autorité de Quanzhong. Pour surveiller ce subordonné devenu si encombrant, Zhu Quanzhong nomme auprès de lui Li Tangbin, un des officiers de sa garde. En agissant ainsi, il reprend à son profit la pratique Tang de nommer des surveillants eunuques pour les armées. Zhu Zhen et Li Tangbin commencent rapidement à se quereller et en août 889, tandis que l'armée stationne au Xian de Xiao en prévision de nouvelles campagnes contre Shi Pu, Zhu Zhen trouve une excuse pour tuer Li Tangbin, avant de rédiger un rapport où il explique qu'il a exécuté Tangbin pour sédition. Cette mort ouvre une crise grave pour Zhu Quanzhong, car tout cela peut finir par déclencher une mutinerie majeure au sein de son armée. Après avoir planifié sa réponse avec son Secrétaire privé Jing Xiang, Zhu Quanzhong prétend d'abord emprisonner la famille de Li Tangbin, en faisant semblant de maintenir l'accusation de sédition. Ceci fait, il part pour les camps de l'armée situés dans le Xian de Xiao. Lorsque Quanzhong arrive sur place, Zhu Zhen sort pour le saluer et est immédiatement maitrisé et tué par les gardes du corps de son jiedushi, devant les autres commandants. Après avoir évité un désastre, Zhu Quanzhong réorganise son armée pour s'assurer qu'une situation semblable ne pourra pas se reproduire et nomme un nouveau commandant en chef ayant moins de pouvoirs que l'ancien. Par le passé, Quanzhong avait déjà créé plusieurs régiments spéciaux dirigés par des officiers qu'il avait personnellement choisis. Après cette crise, il décide que certains de ces officiers vont maintenant accompagner le commandant en chef au combat et partager avec lui le pouvoir décisionnaire sur le terrain. Il augmente également le nombre d'officiers mis à la tête de corps expéditionnaires, et donc aptes à agir de manière indépendante. De cette façon, aucun commandant ne détiendrait assez de puissance pour menacer de nouveau Zhu Quanzhong.
Pendant ce temps, au sud, Sun Ru, un ancien subordonné de Qin Zongquan, oblige Yang Xingmi à abandonner Yangzhou. Au printemps 890 et après avoir divisé l'armée de Zhu Zhen entre Pang Shigu et Huo Cun, Zhu Quanzhong ordonne à Shigu de traverser la rivière Huai et d'attaquer Ru, mais ce dernier repousse l'attaque.
En avril/mai 890 ,la garnison de Suzhou se mutine et fait défection au profit de Shi Pu. Zhu Quanzhong tente personnellement de reprendre le contrôle du Zhou, mais en vain. Il doit alors assiéger Suzhou pendant un an et demi pour en reprendre le contrôle.
Au même moment, au nord, Li Keyong subit plusieurs défaites qui lui sont infligées par des jiedushi rivaux : Helian Duo et Li Kuangwei. Avec Zhu Quanzhong, Duo et Kuangwei adressent une pétition à la Cour pour organiser une campagne contre Li Keyong. À la Cour, le chancelier Zhang Jun, dont les chroniques chinoises disent qu'il a été secrètement soudoyé par Zhu Quanzhong, soutient la mesure, mais la majorité des membres de l'administration sont contre. Kong Wei, un autre chancelier, soutient également la proposition d'organiser une campagne militaire. Au début, l'empereur Tang Zhaozong, qui a succédé à son frère Xizong en 888, suit la majorité de ses fonctionnaires et s'oppose à l'action militaire. Il finit par céder à la pression que les chanceliers mettent sur lui et assigne Zhang Jun en tant que commandant de la campagne, avec Han Jian, le jiedushi du circuit de Zhenguo (鎮國) comme adjoint.
À cette date, une mutinerie s'était produite dans le Zhou de Lu (潞州), le siège du circuit de Zhaoyi (昭義). Le jiedushi Li Kegong (李克恭), un frère de Li Keyong, est tué lors des combats liés à cette révolte. Après sa victoire, Feng Ba (馮霸), le chef des mutins, invite Zhu Quanzhong à prendre le contrôle du Zhou. Ce dernier réagit en envoyant une armée commandée par Ge Congzhou pour occuper Lu et la Cour nomma le fonctionnaire Sun Kui (孫揆) nouveau jiedushi de Zhaoyi. Cependant, sur le chemin de Lu, Sun tombe dans une embuscade tendue par Li Cunxiao, le fils adoptif de Keyong. Capturé, Sun est finalement exécuté après avoir refusé de se soumettre à Li Keyong. Finalement, Ge n'a pas d'autre choix que d'abandonner le Zhou de Lu.
Plutôt que d'apporter un soutien direct à la campagne impériale contre Li Keyong, Zhu cherche à ce moment-là à étendre son territoire vers le Nord. Fin décembre 890/début janvier 891, Quanzhong abandonne sa revendication sur Huainan, un titre vide de sens compte tenu de son incapacité à conquérir ce circuit. À la place, il obtient de la Cour d'être nommé jiedushi de Xuanyi. En fait, il s'agit du circuit de Yicheng, dont le siège se trouve au Zhou de Hua, qui a été renommé pour respecter un tabou lié au nom (en) de Zhu Cheng, le père de Quanzhong. Cela signifie que Hu Zen, le jiedushi alors en poste, doit s'en aller, puisque Zhu ne veut pas le garder comme gouverneur par intérim ni le prendre à son service. La Cour règle ce problème en nommant Hu grand général des gardes métropolitains, qui, dès lors, n'a plus rien à voir avec Zhu Quanzhong,. Cet épisode est important en tant que premier succès de Zhu Quanzhong devant gérer un gouverneur subalterne. Pour gérer Hua alors qu'il demeure lui-même à Bian, Zhu Quanzhong nomme gouverneur-adjoint son ex-Secrétaire Xie Tong (謝瞳), un de ses fidèles depuis l'époque de Huang Chao et un homme aux compétences administratives éprouvées.
Zhu Quanzhong exige ensuite de Luo Hongxin, le jiedushi de Weibo, qu'il lui octroie un droit de passage, ainsi que des provisions pour sa prochaine campagne contre Li Keyong. Luo refuse, au motif que les réserves de nourriture de son circuit sont rares et souligne que les hommes de Quanzhong ne devraient pas avoir à passer par sa province située au nord, pour attaquer Li Keyong qui se trouve à l'ouest. Utilisant ce refus comme excuse, Zhu Quanzhong lance en mars/avril 891 une campagne militaire contre Weibo, qu'il commande personnellement, avec les généraux Ge et Ding pour l'assister. Après s'être emparé de quatre Xian, il met en déroute l'armée de Weibo lors d'une bataille à Neihuang. Après ces défaites, Luo est contraint de demander la paix et d'accepter une alliance avec Zhu. Au même moment, Li Keyong inflige une cuisante défaite à Zhang Jun, avant de retrouver tous ses titres, qui lui sont restitués par l'empereur.
En novembre/décembre 891, le Zhou de Su tombe finalement entre les mains de Zhu après que Ge et Ding aient inondé la ville. Le mois suivant, c'est le Zhou de Cao qui se rend après l’assassinat de Guo ci (郭詞), le responsable du Zhou, par l'un de ses propres commandants nommé Guo Zhu (郭銖).
En mars 892, Zhu lance une attaque contre le Zhou de Yun et donne le commandement de l'avant-garde à son fils ainé, Zhu Youyu. La carrière militaire de ce dernier commence mal, car Quanzhong est vaincu à deux reprises parce que son fils n'arrive pas à agir en coordination avec le gros des troupes. Malgré ces revers, Zhu Quanzhong décide de confier à son fils un commandement indépendant et, au cours de l'hiver suivant, Youyu s'empare du Zhou de Tianping, puis assiège Shi Pu au Zhou de Xu. Cependant, quand l'inspecteur en chef Zhu Yougong (朱友恭) (il faut noter que ce dernier est le fils adoptif de Zhu Quanzhong) accuse Zhu Youyu d'incompétence après une bataille avec Zhu Jin, Quanzhong choisit dans un premier temps de faire exécuter son fils. Il faut l'intervention de sa femme, Dame Zhang, pour que Zhu Youyu soit épargné et sa peine commuée en simple mise à pied, le commandement de ses troupes étant finalement confié à Pang Shigu. En avril/mai 893, Shigu réussit à prendre Xu, et Shi se suicide, ce qui élimine l'un des rivaux de Quanzhong dans la lutte pour la domination de la région.
Pour succéder à Shi Pu en tant que jiedushi de Xuzhou, Zhu Quanzhong choisit un de ses associés personnels, Zhang Tingfan ; le seul autre Zhou de la province étant confié au général Ge Congzhou. Bien que Congzhou soit souvent absent pour cause de campagnes militaires, il est peu probable que Zhang Tingfan puisse en profiter pour développer son propre pouvoir. En affaiblissant la position des nouveaux gouverneurs de cette façon, Zhu Quanzhong peut contrôler les différents Zhou directement et s'assurer que personne n'accumule assez de puissance pour rivaliser avec la sienne.

### Prise de Tianping et Taining
Shi Pu étant mort et Ganhua sous son contrôle, Zhu Quanzhong se concentre désormais sur l'élimination de Zhu Xuan et de Zhu Jin. Il attaque personnellement Zhu Xuan en 894, et bat les forces conjointes de Zhu Xuan et Zhu Jin, tuant plus de 10 000 hommes de Tianping et de Taining au cours des combats. Il faut noter que, vers la même époque, la puissance militaire de Li Keyong commence à décliner, à la suite d'une campagne très coûteuse qu'il a dû organiser pour vaincre son fils adoptif Li Cunxiao, qui s'était rebellé contre lui. De plus, les relations entre Zhu Quanzhong et Yang Xingmi commencent à être tendues à cause de Zhang Jian (張 諫), un vassal de Quanzhong qui s'est retourné contre son maitre et a livré le Zhou de Si (泗州) à Yang. De son côté, Zhu Quanzhong, apparemment en représailles, saisit une grande cargaison de thé que Xingmi avait envoyée au Zhou de Bian, pour la vendre lui-même.
Zhu Quanzhong lance donc sa campagne et inflige défaite sur défaite à Zhu Xuan et Zhu Jin, malgré les renforts que Li Keyong leur envoie depuis Hedong. À la fin de l'année 896, Ge Congzhou assiège Taining (兗 州), la capitale du Zhou de Yan. Quand Zhu Xuan envoie des renforts depuis Tianping et Hedong pour tenter de lever le siège, Zhu Quanzhong les vainc et montre les officiers de Tianping et Hedong qu'il a capturés à Zhu Jin, pour essayer de le convaincre de se rendre. Cependant, Zhu Jin réussit à retourner le plan de Quanzhong contre lui, en faisant semblant de se rendre, pour mieux saisir l'occasion de capturer Zhu Qiong (朱 瓊), qui est à la fois un cousin de Quanzhong et le préfet du Zhou de Qi (齊州). Il fait exécuter son nouveau prisonnier, ce qui contribue à affaiblir le moral des assiégeants. Voyant ses troupes démoralisées, Zhu Quanzhong se retire de Yan; tout en laissant Ge pour qu'il surveille et affaiblisse Zhu Jin.
Fin 895/début 896, Li Keyong tente d'envoyer deux vagues de renforts successives à Zhu Xuan et Zhu Jin. Commandées par les officiers Shi Yan (史 儼) et Li Chengsi (李承嗣) pour la première et par son fils Li Cunxin pour la seconde, ces deux expéditions doivent passer par Weibo. Or, pendant que la première vague passait, Li Cunxin a mis en colère Luo Hongxin, le jiedushi de Weibo, en pillant la région. De plus, Zhu Quanzhong écrit à Luo pour l'avertir qu'il pense que Keyong a l'intention de conquérir tous les territoires situés au nord du fleuve Jaune, y compris Weibo. Luo organise alors une embuscade contre Li Cunxin et lui inflige de lourdes pertes, l'empêchant ainsi d'atteindre Tianping. C'est ainsi que Luo devient, de fait, un allié de Quanzhong ; ce qui lui permet de repousser l'attaque punitive que Li Keyong lance peu après contre Weibo grâce à des renforts envoyés par le jiedushi de Xuanwu.
Au début de 896, les forces de Pang Shigu atteignent le Zhou de Yun, qui est la base principale de Tianping; et c'est au printemps 897, après un siège assuré par les troupes de Pang et Ge, que le Zhou tombe. Zhu Xuan et sa femme sont capturés lors des combats et Zhu est exécuté. Zhu Jin abandonne Yan et s'enfuit à Huainan avec Shi et Li Chengsi, offrant ainsi à Quanzhong le contrôle de toutes les terres situées directement à l'est de son propre circuit de Xuanwu, et ce jusqu'à la mer de Chine orientale. En effet, entretemps Wang Shifan, le jiedushi du circuit de Pinglu, a fait sa soumission à Zhu Quanzhong qui n'a donc plus aucun rival à l'est de son domaine. Cependant, avec le repli de Zhu Jin, ce qu'il reste des troupes des circuits de Tianping, Taining et Hedong font maintenant partie de l'armée de Huainan. Ces renforts imprévus améliorent grandement les capacités de combat terrestre de cette armée, dont le point fort était jusque là sa flotte de guerre. Cette modification des rapports de force va avoir un impact dans les combats à venir, mais pour l'instant, Zhu Quanzhong s'occupe de gérer les conséquences de sa dernière victoire. Dans un premier temps, il fait de la femme de Zhu Jin sa nouvelle concubine, avant de changer d'avis à la suite d'une suggestion de son épouse, Dame Zhang. Cette dernière utilise la psychologie inversée pour se débarrasser de cette nouvelle rivale potentielle, en disant à son époux que ravaler la veuve de son rival au rang de concubine est une humiliation inappropriée. Convaincu par le discours de son épouse, Quanzhong fait de la veuve de Zhu Jin une nonne bouddhiste. Il nomme ensuite Ge jiedushi par intérim de Taining, Zhu Youyu jiedushi par intérim de Tianping, et Pang jiedushi par intérim de Wuning. Ce dernier circuit est en fait le circuit de Ganhua qui retrouve son ancien nom.

### Poursuite de l'expansion territoriale
Entre-temps, Zhu Quanzhong s'est également allié avec le chancelier Cui Yin, qui est au service de l'empereur Tang Zhaozong. Ce dernier se trouve alors dans le Zhou de Hua (華州), la capitale du circuit de Zhenguo de Han Jian. Il s'est réfugié dans ce zhou après que Li Maozhen, le jiedushi du circuit de Fengxiang (鳳翔), ait attaqué Chang'an. Cette alliance va se révéler très utile pour Cui, car lorsque Zhaozong envisage de le renvoyer du gouvernement impérial, Cui utilise l'influence de Quanzhong pour forcer Han et l'empereur à changer d'avis et ainsi conserver son poste.
Pendant ce temps, les cousins Wang Ke, le jiedushi du circuit de Huguo (護國), et Wang Gong, le jiedushi du circuit de Baoyi (保 義), luttaient pour le contrôle de Huguo. Dans ce conflit familial, Li Keyong soutient Wang Ke, tandis que Zhu Quanzhong soutient Wang Gong. Au printemps 897, Zhu envoie Zhang Cunjing (張 存 敬) et Yang Shihou assiéger Huguo, mais Li Keyong riposte en envoyant son neveu Li Sizhao vaincre l'armée de Wang Gong et lever le siège.
À l'automne 897, Zhu Quanzhong décide de lancer une attaque contre Yang Xingmi, afin de s'emparer du Huainan et de punir Xingmi pour avoir osé attaquer Du Hong, le jiedushi du circuit de Wuchang (武昌), qui est un allié de Quanzhong. Il confie à Pang Shigu le commandement de l'avant-garde, pendant qu'il prend celui du gros des troupes. Il rassemble toutes ses troupes disponibles et les répartit selon le dispositif suivant :
- Pang, qui a sous ses ordres 70 000 soldats venant des circuits de Xuanwu et Wuning, se rend à Qingkou (清口)[43], d'où il doit lancer une attaque contre le Zhou de Yang, la capitale du Huainan (揚州)
- Ge Congzhou, qui a sous ses ordres des soldats venant des circuits de Tianping et Taining, se rend à Anfeng (安 豐)[61], d'où il doit lancer une attaque contre le Zhou de Shou (壽州)[62]
- Zhu Quanzhong, avec le gros des troupes, attaque directement le Zhou de Su (宿州)[63]

La population du circuit de Huainan est choquée et consternée par les effectifs impressionnants de l'armée de Zhu, mais cette taille va devenir le point faible des troupes de Quanzhong. En effet Pang, trop sûr de lui à cause de la puissance de son armée, sous-estime celle de Yang Xingmi. Xingmi donne à Zhu Jin le commandement de son avant-garde, et ce dernier se met immédiatement à faire construire un barrage sur la rivière Huai. Lorsque Yang Xingmi attaque Pang, Zhu fait détruire le barrage et les eaux ainsi libérées submergent l'armée de Pang. Une fois l'inondation passée, il rejoint Yang pour attaquer l'ennemi. L'armée de Pang est écrasée et Pang est tué au cours des combats. Dans le même temps, Zhu Yanshou inflige également une cinglante défaite à l'armée de Ge. Lorsqu'il apprend que ses deux généraux ont été vaincus, Zhu Quanzhong se replie. Cette bataille permet à Yang Xingmi de renforcer son emprise sur les territoires situés entre les rivières Huai et Yangtze. Pendant ce temps, au printemps 898, sur la demande insistante de Zhu Quanzhong, l'empereur Zhaozong le confirme en tant que jiedushi de Xuanwu, Xuanyi et Tianping. Ensuite, en collaboration avec les troupes de Weibo, il attaque trois Zhou du circuit de Zhaoyi, qui se situent à l'est des monts Taihang et sont contrôlés par Li Keyong. Les trois Zhou tombent rapidement et Quanzhong les confie à Ge en tant que jiedushi intérimaire de Zhaoyi.
Au même moment, après la défaite de Zhu à Qingkou, Zhao Kuangning, le fils et successeur de Zhao Deyin en tant que jiedushi de Zhongyi, décide de s'allier à Yang. Zhu riposte en envoyant Shi Shucong (氏 叔 琮) et Kang Huaizhen (康懷貞) attaquer Zhongyi. Effrayé, Zhao abandonne immédiatement son alliance avec Yang et se reconnait à nouveau comme vassal et allié de Zhu. Pendant ce temps, l'empereur Zhaozong tente de négocier une paix entre Zhu et Li Keyong. Si Li Keyong est réceptif, le refus ferme et définitif de Zhu met fin aux espoirs de paix.
C'est alors que Zhu découvre qu'un autre de ses vassaux, Cui Hong (崔洪) le jiedushi de Fengguo, négocie également avec Yang. Il envoie immédiatement Zhang Cunjing attaquer qui, effrayé, envoie son frère Cui Xian (崔 賢) comme otage à Zhu et offre d'envoyer des troupes pour renforcer l'armée de Xuanwu. Zhu commence par accepter fait revenir Zhang, mais lorsqu'il envoie Cui Xian à Fengguo pour qu'il aille chercher ces fameux renforts promis, les soldats se mutinent, tuent Cui Xian et forcent Cui Hong à fuir vers Huainan.
Au printemps 899, les troupes de Zhu sont engagées sur trois fronts :
- Li Hanzhi ayant réussi à prendre le contrôle de la moitié ouest de Zhaoyi après la mort de Xue Jiqin (薛志勤), le général de Li Keyong qui commandait Zhaoyi, Zhu envoie des troupes pour l'aider à finir de conquérir ce circuit
- Liu Rengong, qui a pris le contrôle du circuit de Lulong (盧龍)[64] et du circuit de Yichang (義昌)[65], attaque Weibo. Zhu riposte en envoyant des troupes aider Luo Shaowei le jiedushi de Weibo[66]
- Yang et Zhu Jin attaquent Wuning.

Si l'attaque de Yang se solde rapidement par un échec, les troupes de Zhu sont victorieuses sur les fronts de Zhaoyi et de Weibo. L'armée de Liu est écrasée, ce qui l'oblige à arrêter son attaque contre Weibo, tandis que l'attaque de Li Keyong sur le front de Zhaoyi est repoussée, ce qui permet à Quanzhong de conserver le contrôle de Zhaoyi.
Entre-temps, l'empereur Tang Zhaozong a réussi à retourner à Chang'an et tente de se débarrasser des eunuques impériaux, en planifiant leur massacre avec l'aide de Cui Yin. Le complot est découvert vers l'an 900, ce qui vaut à Yin de perdre son titre de chancelier et d'être expulsé de la Cour Impériale. Cui réutilise l'influence de Zhu pour revenir à la chancellerie et faire mettre à mort de son compatriote le chancelier Wang Tuan, qui s'était opposé au plan de Cui de massacrer les eunuques, ainsi que les eunuques Zhu Daobi (朱道弼) et Jing Wuxiu (景 務 脩).
Toujours en 900, Zhu Quanzhong organise une incursion majeure dans le nord et inflige de lourdes pertes à Liu Rengong. Il s'empare également de deux circuits dont les jiedushi sont de vagues alliés de Li Keyong, à savoir Chengde (成德), dirigé par Wang Rong, et Yiwu (義武), dirigé par Wang Gao. Ce dernier s'enfuit lorsque l'armée de Xuanwu pénètre sur son territoire et est remplacé par son oncle Wang Chuzhi. À cette date, tous les circuits situés au nord du fleuve Jaune se sont soumis à Zhu.
À la fin de 901, les eunuques dirigés par Liu Jishu et Wang Zhongxian (王仲 先), craignent toujours que l'empereur Zhaozong et Cui n'envisagent de les massacrer. Ils organisent alors un coup d'état et forcent l'empereur Zhaozong à laisser le trône au prince héritier Li Yu, avant de le mettre en résidence surveillée. Au début, les eunuques veulent aussi tuer Cui, mais ils craignent tellement la colère de Zhu que finalement il est simplement renvoyé de son poste secondaire de directeur des monopoles du sel et du fer. Pendant ce temps, Cui échange secrètement des lettres avec Zhu pour s'entendre avec lui sur le meilleur moyen de contrer les eunuques et Zhu répond en envoyant son conseiller principal Li Zhen à Chang'an pour discuter de la question avec Cui. Avant que Zhu ne puisse effectivement agir contre les eunuques, plusieurs officiers de la garde Shence, qui est commandée par les eunuques, sont persuadés par Cui de se retourner contre leurs maitres. C'est ainsi que, début 902, éclate une mutinerie contre Liu et Wang qui s’achève par leur mort et celle de leurs alliés, suivie par le retour sur le trône de l'empereur Tang Zhaozong. Ce dernier donne alors à Zhu le titre de prince de Dongping, apparemment pour récompenser le soutien qu'il a apporté à Cui.
Malgré cela, l'empereur Zhaozong ne confie pas le commandement de la Shence à Cui et à son collègue chancelier Lu Yi, comme ces derniers le lui suggèrent, mais aux eunuques Han Quanhui et Zhang Yanhong (張彥弘). Cui, craignant que les choses tournent mal, persuade Li Maozhen, qui est alors un proche de l'empereur, de laisser un contingent de soldats de Fengxiang à Chang'an, pour contrer les troupes de la garde Shence si besoin est, mais ce contingent s'allie rapidement aux eunuques.
Pendant ce temps, au printemps 902, Zhu lance une attaque surprise contre Huguo et, dans le cadre de cette campagne, prend rapidement le contrôle de la seule voie de communication existant entre Hedong et Huguo, afin que Li Keyong ne puisse pas venir en aide à Wang Ke. Tactique payante, car sans l'aide de Keyong, Ke est rapidement forcé de se rendre, permettant ainsi à Zhu de prendre le contrôle de Huguo. Li Keyong tente alors d'ouvrir des négociations de paix, mais malgré cela, Zhu décide d'attaquer Hedong pour voir s'il peut éliminer son rival de longue date. Il assiège Taiyuan, la capitale de Hedong, mais en raison du mauvais temps, il est rapidement contraint de lever le siège. Peu de temps après, l'empereur Zhaozong le confirme en tant que jiedushi de quatre circuits : Xuanwu, Xuanyi, Tianping et Huguo.
Pendant ce temps, à Chang'an, les eunuques, qui se sont alliés avec Li Maozhen, se préparent à agir contre Cui. Effrayé, ce dernier écrit à Zhu et lui affirme que les eunuques et Maozhen ont l'intention de l'attaquer. Dès qu'il reçoit cette missive, Zhu se prépare à lever une armée pour marcher sur Chang'an. Quand les eunuques l'apprennent, ils s'emparent de l'empereur Zhaozong et de sa famille, avant de s'enfuir avec eux à Fengxiang.

### La campagne de Fengxiang
Zhu Quanzhong arrive à Chang'an après le départ de l'empereur et y retrouve Cui Yin, puis ils se rendent ensemble à Fengxiang, où Li Maozhen et Han Quanhui lui transmettent un édit de l'empereur Zhaozong lui donnant l'ordre de retourner à Xuanwu. Après les premiers accrochages, Zhu commence par se concentrer sur la conquête des autres possessions de Li Maozhen dans la région de Guanzhong, incluant, entre autres, le circuit de Jingnan (靜難, ), qui est gouverné par Li Jihui, le fils adoptif de Li Maozhen. Très vite, Quanzhong obtient la reddition de Li Jihui et d'autres subordonnés de Li Maozhen, isolant ainsi Fengxiang.
Han envoya des eunuques-messagers vers les circuits du sud-est, pour leur donner l'ordre d'attaquer le territoire de Zhu par derrière, mais la plupart d'entre eux sont interceptés et tués par Feng Xingxi, le jiedushi du circuit de Rongzhao (戎昭), qui est un allié de Zhu. Li Maozhen demande également l'aide de Wang Jian, le jiedushi du circuit de Xichuan (西川), qui est un des plus puissants seigneurs de guerre du sud-ouest. Mais si Wang fait mine de soutenir Li Maozhen et réprimande Zhu, il est secrètement allié à ce dernier et profite de la situation pour annexer l'un après l'autre tous les territoires de Maozhen situés au sud des monts Qinling. Li Keyong tente d'aider Li Maozhen en envoyant son neveu Li Sizhao et Zhou Dewei, un de ses officiers, attaquer certains secteurs du circuit de Huguo, mais une contre-attaque menée par Zhu Youning (朱友寧), un neveu de Quanzhong, et l'officier Shi Shucong (氏 叔 琮) repousse les troupes de Sizhao et Dewei. Poussant leur avantage, les troupes de Xuanwu assiègent à nouveau Taiyuan, avant d'être obligées de se replier à la suite de l'arrivée de renforts ennemis. Après cela et pendant plusieurs années, Li Keyong n'ose plus contester à nouveau la mainmise de Zhu Quanzhong sur la région.
À l'été 902, Zhu et le gros de ses troupes retournent à Fengxiang et assiègent la ville. Maozhen lance plusieurs contre-attaques, mais chacune de ses tentatives est repoussée par les assiégeants. Dans le même temps, l'empereur Zhaozong envoie Li Yan à Huainan pour ordonner à Yang Xingmi d'attaquer le territoire de Zhu. Ce dernier lance bien une campagne militaire contre Zhu, mais sa logistique est si mauvaise qu'il est obligé de se replier à cause du manque de nourriture pour ses soldats. Fengxiang est alors dans une situation désespérée, tout comme Zhu car le temps pluvieux gêne le siège de la ville et provoque des maladies qui déciment son armée. Suivant la suggestion de son officier Gao Jichang, il tend un piège à Li Maozhen en demandant à un soldat nommé Ma Jing (馬 景), de se rendre à Maozhen et de prétendre que l'armée de Zhu est tellement affaiblie par les maladies qu'il va se replier cette nuit-là. À la nuit tombée, Maozhen sort de la ville avec ses troupes et lance une attaque massive contre l'armée ennemie qu'il pense être en plein repli. Il tombe tête la première dans le piège que l'armée Xuanwu a tendu et subit d'énormes pertes avant de réussir à se replier. Après ce cuisant échec, Li Maozhen commence à envisager de négocier la paix avec Zhu.
Les deux hommes commencent rapidement les négociations et Zhu en profite pour faire rentrer dans la ville diverses fournitures à l'attention de l'empereur Zhaozong, en espérant que Maozhen et l'empereur commencent à se soupçonner l'un l'autre. Pendant les négociations, les combats continuent, et à partir du nouvel an 903, Li Maozhen n'a plus aucun territoire sous son contrôle en dehors de la ville de Fengxiang, ceux qu'il contrôlait au nord des monts Qinling étant tous annexés par Zhu et ceux situés au sud sont entre les mains de Wang Jian. Sa situation devenant critique, Maozhen se met à négocier directement avec Zhu et envisage de massacrer les eunuques pour assurer sa propre survie.
Mais pendant le siège, les eunuques ne sont pas restés inactifs et ont envoyé des messagers aux divers circuits, délivrant des édits au nom de l'empereur Zhaozong leur ordonnant d'attaquer Zhu. En réponse, au printemps 903, Wang Shifan, le jiedushi de Pinglu, tente d'organiser un soulèvement de grande ampleur, en envoyant ses officiers, déguisés en marchands, dans diverses villes tenues par Zhu, pour provoquer des soulèvements populaires simultanés contre ce dernier. Cependant, presque tous ces officiers sont découverts et arrêtés dans les villes où ils ont été envoyés, à l'exception de Liu Xun, qui a pu surprendre la garnison que Zhu a laissée à Taining. En effet, au moment où Xun arrive à Taining, Ge Congzhou, le jiedushi de Taining, se trouve au Zhou de Xing (邢州), qu'il est, apparemment, en train de défendre contre une attaque potentielle de Li Keyong. Cette absence permet à Liu Xun de prendre le contrôle du Zhou de Yan, la capitale de Taining, ce qui oblige Zhu Quanzhong à envoyer Zhu Youning et Ge à l'est, pour faire face à Wang.
Peu de temps après le début du soulèvement de Wang, Zhu et Li Maozhen concluent un accord de paix ; Li Maozhen devant massacrer les eunuques et livrer, ainsi que sa famille, à Zhu, pour que ce dernier les ramène à Chang'an. Zhu escorte personnellement le convoi qui ramène l'empereur jusqu'à la capitale. Par la suite, après une pétition conjointe de Zhu et Cui Yin, tous les eunuques du palais, y compris ceux qui n'étaient pas des complices de Han Quanhui et Zhang Yanhong et qui étaient restés à Chang'an, sont massacrés et les gardes impériaux sont placés sous le commandement de Cui.

### Déplacement de la Cour Impériale à Luoyang
Après le retour de l'empereur Zhaozong à Chang'an, ce dernier couvre d'honneurs et de titres Zhu Quanzhong, qui est nommé, entre autres, Prince de Liang et vice-généralissime de tous les circuits (諸道兵馬副元帥). C'est Li Zuo (李 祚), le prince de Hui et fils de l'empereur Zhaozong, qui reçoit le titre de généralissime et qui est donc, en théorie, le supérieur direct de Quanzhong. Pendant ce temps, Cui Yin estime avoir le contrôle de la capitale et dominer la cour impériale. Peu de temps après, Zhu quitte Chang'an et retourne à Xuanwu pour mettre fin au soulèvement de Wang. En partant, il laisse sur place son neveu Zhu Youlun (朱友倫), avec 20 000 soldats de Xuanwu, pour continuer à défendre / contrôler l'empereur.
Une fois arrivé à Xuanwu, Zhu rassemble son armée et se prépare à annexer les deux circuits tenus par Wang Shifan, à savoir Pinglu et Taining. Cependant, durant l'été 903, Shifan, qui s'est allié avec Wang Maozhang, un général au service de Yang Xingmi, écrase et tue Zhu Youning lors d'une bataille. Cette victoire donne un bref répit à l'armée de Shifan, qui est en infériorité numérique. Ce répit prend fin dès que Wang Maozhang, jugeant la situation désespérée, repart avec son armée de Huainan, laissant Wang Shifan seul face à Zhu. En outre, peu de temps après, Yang Xingmi se retrouve à devoir écraser une rébellion menée contre lui par ses généraux Tian Jun, le jiedushi du circuit de Ningguo (寧 國) et An Renyi (安仁義) le préfet militaire du Zhou de Run (潤州), ce qui ne lui laisse aucune ressource disponible pour aider à nouveau Wang Shifan. Ce dernier n'a pas d'autre choix que de se rendre à Zhu, qui lui permet de rester provisoirement le jiedushi de Pinglu. Finalement, Shifan ne représente plus une menace pour Zhu.
Pendant ce temps, Cui commence à voir l'armée que Zhu a laissée à Chang'an comme une menace pour la sécurité du gouvernement impérial et sa personne. Il essaye donc de recruter une nouvelle armée pour remplacer les gardes impériaux, qui sont décimés par les combats précédents, et la Shence, qui n'existe plus depuis la mort de eunuques. Zhu s'en rend compte et commence à soupçonner Cui de se préparer à se retourner contre lui. En outre, Zhu Youlun meurt dans un accident de polo durant l'hiver 903, sauf que Zhu Quanzhong considère que cette mort est tout sauf accidentelle. Il envoie un autre neveu, Zhu Youliang (朱友諒), à Chang'an pour reprendre le poste de Zhu Youlun, ainsi que certains de ses soldats, qui prétendent être des recrues pour infiltrer la nouvelle armée que Cui essaye de lever.
Dans le même temps, Li Maozhen avait fin de reconstruire son armée et Li Jihui ayant renié son allégeance à Li Maozhen, après s'être indigné que Zhu ait violé sa femme pendant la campagne de Fengxiang. Cette série d'événements inquiète Zhu, qui craint que Cui ne soit pas le seul à vouloir contester la mainmise qu'il a sur l'empereur. Il décida donc de déplacer de force l'empereur à Luoyang, la capitale secondaire, qui est plus proche de Bian, sa base principale. Au printemps 904, il soumet une pétition à l'empereur Zhaozong, où il accuse Cui de trahison; puis les troupes de l'armée de Xuanwu présentes à Chang'an entourent le manoir de Cui et le tuent. Ceci fait, Zhu met son plan à exécution et fait déménager de force l'empereur Zhaozong, la maison impériale et la population de Chang'an à Luoyang. Une fois Zhaozong installé à Luoyang, tous les gardes impériaux supposés le protéger sont en réalité des soldats d'élite de Zhu, et l'empereur se retrouve totalement isolé.

### Assassinat de l'empereur Zhaozong et fondation d'une nouvelle dynastie
Après le déménagement forcé de l'empereur et de la Cour, les derniers seigneurs de guerre hostiles à Zhu Quanzhong, à savoir Li Maozhen, Li Jihui, Li Keyong, Liu Rengong, Wang Jian, Yang Xingmi, Zhao Kuangning, et Zhao Kuangming, appellent tous le peuple à se soulever contre Zhu pour rétablir le pouvoir impérial. Bien que l'Empereur Zhaozong soit sous bonne garde, Quanzhong craint qu'il ne tente quelque chose contre lui si jamais il doit partir en campagne contre l'un de ses nombreux ennemis. Ce sentiment est accentué par le fait que l'empereur Zhaozong refuse d'autoriser l'exécution de Li Yu, qui, bien qu'étant un enfant à l'époque, est celui qui a occupé le trône pendant le coup d'état des eunuques contre Zhaozong. Il finit par penser qu'il doit se débarrasser de Zhaozong et mettre à sa place un enfant, qui sera plus facilement contrôlable. À l'automne 904, Zhu Yougong et Shi Shucong rentrent dans le palais de Luoyang avec des soldats et tuent l'empereur Zhaozong, avant d'en rejeter le blâme sur Zhu Yougong et Shi et de les forcer à se suicider. Ceci fait, Quanzhong fait proclamer Li Zuo empereur sous le nom d'empereur Ai.
Peu de temps après la mort de l'empereur Zhaozong, tous les fils du défunt, excepté l'empereur Ai, sont tués, laissant la maison impériale réduite à seulement l'empereur Ai et sa mère l'impératrice douairière He, qui était l'épouse de l'empereur Zhaozong. De plus, suivant en cela les conseils de ses alliés les chanceliers Liu Can et Li Zhen, Quanzhong fait massacrer des hauts fonctionnaires Tang venant des grandes familles aristocratiques, dont une trentaine qu'il oblige à se suicider à Baima, avant de jeter leurs corps dans le fleuve Jaune.
En 904, l'épouse de Zhu, Dame Zhang, meurt. Selon les chroniques historiques chinoises, elle aurait eu une influence modératrice sur son époux et aurait été de bon conseil. Toujours suivant ces chroniques, après ce décès les tendances violentes et licencieuses de son époux seraient devenues incontrôlables.
À l'automne 905, Zhu attaque les frères Zhao, les vainc rapidement et les force à fuir, Zhao Kuangning rejoignant Yang et Zhao Kuangming Wang Jian. Il annexe le territoire des vaincus et, dans un premiers temps, décide de retourner chez lui. Mais il change très vite d'avis et décide d'attaquer Yang. Cependant, les conditions météos exécrables - il subit plusieurs tempêtes - l'obligent à se replier avant d'avoir pu véritablement envahir le territoire de Yang.
À ce stade des opérations, Zhu a déjà décidé de renverser les Tang et de fonder sa propre dynastie. Liu, ainsi que Jiang Xuanhui (蔣玄暉), le directeur des communications du palais, ont déjà commencé à planifier les étapes qui, traditionnellement, marquent la transition "en douceur" entre deux dynasties. Il s'agit de reproduire le schéma qui avait été appliqué par le clan Cao pour renverser la dynastie Han et le clan Sima pour... renverser le clan Cao! En premier, il faut que Zhu devienne le prince d'un grand fief, puis obtienne de l'empereur qu'il lui accorde les neuf sacrements, ou Jiu xi, et d'autres honneurs extraordinaires, avant que finalement, l'empereur Ai lui cède le trône. C'est ainsi que Liu et Xuanhui commencent par obtenir de l'empereur Ai que Zhu soit nommé généralissime de tous les circuits. Mais Zhu Quanzhong est impatient et veut que le processus aille plus vite. Pendant ce temps, les ennemis politiques de Jiang, à savoir Wang Yin (王 殷) et Zhao Yinheng, profitent de l'occasion pour accuser faussement Liu et Jiang de tergiverser, non seulement pour permettre aux Tang de survivre plus longtemps, mais aussi pour tirer parti d'un éventuel changement de situation. De plus, ils accusent Jiang d'être d'avoir une liaison avec l'impératrice douairière He. À la suite de ces accusations, Zhu est fou de rage contre Liu et Jiang, et rien ne peut l'apaiser, pas même pas un édit rédigé au nom de l'empereur Ai, qui fait de lui le prince de Wei, soit un fief de 21 circuits, et lui offre le Jiu xi. Fin de 905, il fait exécuter Liu, Jiang et l'impératrice douairière, avant d'obliger l'empereur Ai à émettre un édit affirmant que l'impératrice douairière s'est suicidée pour se faire pardonner d'avoir eu une liaison avec Jiang et qu'elle est rétrogradée au rang de roturière à titre posthume.
Au printemps 906, Luo Shaowei est de plus en plus effrayé par le pouvoir qu'ont accumulé ses propres gardes du corps. En effet, ces derniers sont devenus extrêmement puissants et ont souvent renversé des jiedushi pour en installer de nouveaux. Pour éviter d'être renversé, il conclut un pacte avec Zhu où il prévoit de massacrer les gardes du quartier général et en retour, Zhu fournit un soutien militaire afin de mater les éventuelles mutineries qui pourraient survenir. Comme prévu, quand Luo a massacré les gardes, de nombreux soldats de Weibo se sont mutinés en réponse, et pendant plusieurs mois, les forces conjointes de Zhu et Luo ont dû mater ces rebelles. Après cette campagne, Zhu se dirige vers le nord, afin de conquérir les terres de Liu Rengong. Il assiège Liu Shouwen, le fils de Rengong, qui a été choisi comme jiedushi du circuit de Yichang par son père. Shouwen se trouve alors dans le Zhou de Cang (滄州), la capitale de son circuit. Cependant, à ce moment-là, Ding Hui, que Zhu avait nommé jiedushi de Zhaoyi, outré par le meurtre de l'empereur Zhaozong, se rebelle contre son maitre et cède son territoire à Li Keyong. Zhu est alors forcé d'abandonner sa campagne contre Liu et de se replier.
Sur le chemin du retour à Xuanwu, Zhu s'arrête à Weibo pour se reposer à cause d'une maladie. Alors qu'il se repose, Luo lui fait remarquer que les seigneurs de guerre qui lui résistent encore clament tous qu'ils ont l'intention de restaurer la puissance des Tang, et lui suggère qu'il devrait rapidement monter le trône pour mettre fin à ces espoirs. Bien que Zhu ne réponde pas à la suggestion de Luo, il est personnellement reconnaissant à son conseiller de lui avoir fait cette suggestion. Une fois de retour à Xuanwu, arrive Xue Yiju, un des derniers hauts fonctionnaires fidèles aux Tang, qui visite la ville de manière très ostensible sur ordre de l'empereur Ai. Yiju rend visite à Zhu et lui suggère également de monter sur le trône. Le seigneur de guerre ne lui répond pas directement, mais lui montre de manière détournée, qu'en effet, il a l'intention de le faire. Quand Xue retourne à Luoyang, il en fait part à l'empereur Ai, qui fait ensuite publier un édit pour annoncer qu'il renoncera au trône au printemps 907. Par la suite, Zhu change son nom en Zhu Huang et quand l'empereur Ai envoie les chanceliers Zhang Wenwei et Yang She à Daliang pour lui offrir le trône, il accepte, mettant ainsi fin à la dynastie Tang et fondant celle des Liang postérieurs, dont il devient le premier empereur sous le nom de Taizu. En agissant ainsi, il passe outre aux craintes de son frère Zhu Quanyu (朱全昱), qui prédit que cet acte va mener le clan Zhu à sa perte.

## Règne comme empereur des Liang postérieurs
Un des premiers gestes de Taizu est d'élever celui qu'il a renversé au rang de prince de Jiyin, et de l'envoyer au Zhou de Cao, sous bonne garde. Cette relative clémence dure peu de temps et il fait empoisonner le prince de Jiyin en 908. Ensuite, il honore à titre posthume ses parents, ainsi que ses ancêtres jusqu'à quatre générations, en les élevant au rang d'empereurs et d'impératrices. Il fait de Jing Xiang son conseiller en chef, prenant ses décisions conjointement avec ce dernier, avant de le charger de les annoncer aux chanceliers.
La plupart des circuits situés autour des anciens territoires des Tang réagissent à cette transition en se soumettant à l'autorité du nouvel empereur. Les seules exceptions sont les régions contrôlées par Li Keyong, qui deviendront plus tard le royaume de Jin, celles contrôlées par Li Maozhen, qui deviendront plus tard le royaume de Qi, celles contrôlées par Yang Wo, le fils et successeur de Yang Xingmi, qui deviendront plus tard le royaume de Wu, et celles contrôlées par Wang Jian, qui deviendront plus tard le royaume du Shu antérieur. Li Keyong, Li Maozhen et Yang continuent de dater leurs documents de l'ère Tianyou, soit la dernière ère proclamée par un empereur Tang, agissant ainsi comme s'ils faisaient toujours partie du défunt empire Tang; tandis que Wang se déclare peu après l'empereur d'un nouvel État, le Shu antérieur. Au début, Liu Rengong ne réagit pas, mais peu de temps après, il est assigné à résidence par son fils Liu Shouguang, qui prend le contrôle de Lulong. Son frère Liu Shouwen, lance rapidement une campagne pour essayer de libérer leur père ; mais finalement, les deux frères finissent par faire leur soumission au Liang antérieur .
Peu de temps après être devenu empereur, Taizu envoie Kang Huaizhen vers le nord pour assiéger le Zhou de Lu, qui est alors dirigé par Li Sizhao. À priori, le but de cette campagne est d'essayer de porter un coup fatal à Li Keyong ; ce qui explique que Taizu finisse par se déplacer en personne pour renforcer le siège. Keyong commence par envoyer Zhou Dewei en renfort pour essayer de lever le siège, mais ce dernier échoue. Au printemps 908, Li Keyong tombe gravement malade, ce qui oblige Zhou à se replier à Taiyuan. Keyong meurt peu de temps après et est remplacé par son fils, Li Cunxu. Lorsqu'il apprend la nouvelle du décès de son vieux rival, l'empereur Taizu est persuadé que le Zhou de Lu va tomber dans la foulée. Trop sûr de lui, il se replie avec une partie de l'armée de siège et laisse les troupes restantes sous le commandement de Liu Zhijun, pour se prémunir contre une éventuelle attaque de l'armée de Qi. Li Cunxu, réalisant que l'armée des Liang postérieurs est affaiblie, lance une attaque surprise contre les soldats de Zhijun, les écrase et lève le siège, assurant ainsi la sécurité et la pérennité de l'État de Jin. Quand l'empereur Taizu est mis au courant de la déroute de ses troupe il se lamente ainsi:

« Si l'on doit avoir un fils, ce fils devrait être comme Li Yazi(" Yazi "étant le surnom de Li Cunxu). C'est comme si Li Keyong n'était pas mort. Quant à mes propres fils, ils sont comme un groupe de cochons et de chiens. »

En 909, l'empereur Taizu déplace la capitale de Daliang à Luoyang, laissant son fils adoptif Zhu Youwen, le prince de Bo, responsable de Daliang.
Toujours en 909, Liu Zhijun, alors défenseur du Zhou de Hua, commence à s'inquiéter de la façon dont l'empereur Taizu agit et gouverne. En effet, à la suite de fausses accusations que le général Liu Han (劉 捍) a lancées contre Wang Chongshi (王 重 師), le jiedushi du circuit de Youguo (佑 國), l'empereur a fait exécuter Wang et sa famille. Liu Zhijun se révolte contre les Liang, abandonnant non seulement son propre circuit de Zhongwu à Qi, mais aussi en capturant Chang'an avant de livrer la ville aux Qi. L'empereur Taizu réagit rapidement en envoyant Yang Shihou et Liu Xun reprendre Chang'an et forcer Liu Zhijun à fuir vers Fengxiang, sans subir de pertes significatives.
À la fin de l'année 909, Liu Shouguang capture Liu Shouwen au combat et se rend ensuite à Yichang pour conquérir ce circuit. Il continue à être nominalement soumis à l'empereur Taizu, et ce dernier en fait le jiedushi de Lulong et de Yichang.
Dans le même temps, l'empereur Taizu doit régler un double problème au nord. En effet, Wang Rong, le jiedushi du circuit de Chengde et Wang Chuzhi, le jiedushi du circuit de Yiwu, ont beau être, en théorie, des vassaux de Taizu, ils refusent d'envoyer à la capitale la part des impôts qui revient normalement au gouvernement impérial Liang. Cette façon de faire n'est pas une nouveauté, car ces deux seigneurs de guerre agissaient déjà ainsi envers les derniers empereurs Tang. Toutefois, ils offrent souvent des tributs à l'empereur et Wang Zhaozuo, le fils de Wang Rong, a épousé la princesse Puning, la fille de l'empereur Taizu. Malgré ces précautions, l'empereur Taizu les soupçonne de chercher à le trahir et décide donc de les capturer et d'annexer leurs circuits en utilisant la ruse. Il envoie les officiers Du Tingyin (杜廷 隱) et Ding Yanhui (丁 延 徽) vers le nord, avec 3 000 hommes, pour rejoindre les villes de Wushun Shen (深 州) et Ji (冀州), au prétexte d'aider Wushun à se défendre contre de potentielles incursions de Liu Shouguang. Wang Rong, ne voulant pas paraître désobéissant, accepte de laisser Du et Ding entrer dans ces capitales de Zhou. À peine sont-ils rentrés que Du et Ding massacrent les garnisons que Wushun a installées dans ces villes et prennent le contrôle de ces cités, dans l'attente d'une attaque de l'armée principale des Liang postérieurs, qui s'est mise en route sous les ordres de Wang Jingren. Wang Rong et Wang Chuzhi, qui a vite compris que ce coup de force est également dirigé contre eux, demandent une aide d'urgence à Li Cunxu et à Liu Shouguang. Liu refuse, mais Li répond en envoyant rapidement Zhou en avant-garde, avant de rejoindre personnellement le champ de bataille. Au printemps 911, les forces conjointes Jin / Wushun / Yiwu écrasent Wang Jingren et l'armée des Liang à Boxiang (柏鄉), sécurisant ainsi Wushun et Yiwu. Les forces de l'État de Jin continuent à avancer vers le sud, jusqu'à arriver à Tianxiong (Weibo), avant de devoir se retirer à cause du risque d'être pris à revers par Liu Shouguang. À partir de cette date, Chengde et Yiwu deviennent des alliés indéfectibles du Jin et recommencent à dater leurs documents de l'ère Tianyou.
Après cette défaite cinglante, l'empereur Taizu cherche une occasion de se venger de ses ennemis, et devient encore plus irritable et violent envers ses propres subordonnés. Malgré cela, en 911, il est toujours dans l'incapacité d'amener les forces Jin / Zhao a une confrontation avec ses propres soldats. Il souffre également de plus en plus de maladies chroniques, ce qui le rend encore plus irritable. Il pense pouvoir prendre sa revanche en 912 quand le Jin, avec l'aide de Zhao et de Yiwu, lance une attaque contre Liu Shouguang, qui vient de se déclarer l'empereur d'un nouvel État, le Yan. L'empereur Taizu décide d'essayer de sauver Liu en lançant une attaque massive vers le nord. Hélas pour lui, ses éclaireurs sont vaincus et capturés par le général Jin Li Cunshen, le frère adoptif de Li Cunxu. Cunshen et ses collègues Jin Shi Jiantang (史 建 瑭) et Li Sigong (李嗣 肱) décident de profiter de la situation pour tromper l'empereur Taizu et lui faire croire qu'une armée de l'État de Jin bien plus puissante que la sienne est en train de s'approcher. La ruse fonctionne et Taizu s'enfuit au milieu d'un grand mouvement de panique de ses soldats, qui provoque de lourdes pertes. Après cette défaite, son état de santé s'aggrave et il retourne à Luoyang.
Comme on l'a vu précédemment, selon les chroniques historiques chinoises, dans les années qui suivent la mort de Dame Zhang, l'empereur Taizu serait devenu de plus en plus licencieux. Un exemple reporté par ces chroniques a lieu en 911, alors qu'il passe l'été dans la résidence d'été de Zhang Quanyi. Il est dit que pendant ce séjour, l'empereur Taizu a eu des relations sexuelles avec presque toutes les femmes de son hôte, provoquant la fureur de Zhang Jizuo (張繼祚), le fils de Zhang Quanyi/Zongshi, qui envisage très sérieusement de tuer l'empereur. Jizuo n'est arrêté que d’extrême justesse par son père, qui lui rappelle que c'est l'empereur Taizu qui a sauvé leur famille alors qu'ils étaient attaqués par Li Hanzhi. Toujours selon ces chroniques, comme ses fils sont souvent en mission, il profiterait de ces absences pour convoquer leurs femmes au palais pour s'occuper de lui et a souvent des relations sexuelles avec elles. Il convoquait tout particulièrement dame Wang, la femme de Zhu Youwen. En outre, bien que Zhu Youwen ne soit pas un de ses fils biologiques, il était le plus âgé parmi ses fils survivants, son fils ainé biologique, Zhu Youyu, étant déjà mort à cette date ; et il envisageait sérieusement de faire de Zhu Youwen son prince héritier. Durant l'été 912, alors qu'il est malade, il envoie dame Wang à Daliang pour convoquer Zhu Youwen. En même temps, il publie un édit, par l'intermédiaire de Jing Xiang, qui envoie Zhu Yougui, qui est à la fois le prince de Ying et le plus âgé des fils biologiques encore en vie, hors de la capitale pour servir de préfet du Zhou de Lai et ce, avec prise de fonction immédiate. Lorsqu'il reçoit cet édit, Zhu Yougui est persuadé que l'ordre suivant sera de le tuer, car à cette époque il est d'usage d'exiler un fonctionnaire avant de l'exécuter. Yougui réagit en s'alliant immédiatement avec Han Qing (韓 勍), le général de la garde impériale et pénètre dans le palais avec des gardes, avant d'assassiner l'empereur Taizu avec l'aide de son serviteur Feng Ting'e (馮 廷 諤). Ceci fait, il signe un édit au nom de l'empereur Taizu par lequel il demande à son frère Zhu Youzhen, le prince de Jun, qui est également à Daliang, d'exécuter Zhu Youwen. Après cela, Zhu Yougui annonce publiquement la mort de l'empereur Taizu et en rejette la responsabilité sur Youwen, avant de monter sur le trône. Son règne est bref, car dès l'année suivante, Zhu Youzhen le renverse et le fait exécuter, avant de monter sur le trône pour devenir le troisième et dernier empereur des Liang postérieurs.

## Famille et proches
- Père
  - Zhu Cheng (朱誠), élevé en 907, à titre posthume, au rang d'empereur Wenmu (文穆皇帝), nom de temple: Liezu (烈祖)
- Mère
  - Dame Wang (meurt en 891), Douairière de Jin, élevé en 907, à titre posthume, au rang d'Impératrice Wenhui (文惠皇后)
- Épouse
  - Dame Zhang (meurt en 904), Dame de Wei, élevée à titre posthume au rang de Xianfei (賢妃) (en 908) puis Impératrice Yuanzhen (元貞皇后) (en 912), mère du Prince Yougui.
- Concubines Principales
  - Consort Shi, Dame de Wuwei, sœur cadette de Shi Yanci (石彥辭) le Baron de Wuwei
  - Consort Chen, titrée Zhaoyi (陳昭儀), devient une nonne bouddhiste (tonsurée en 909)
  - Consort Li, titrée Zhaorong (李昭容)
  - Consort Duan, titrée Meiren (段美人), sœur cadette de Duan Ning
  - L'épouse de Zhu Jin
- Enfants
  - Zhu Youyu (朱友裕) (meurt 904), élevé à titre posthume au rang de Prince de Chen, en 907
  - Zhu Yougui (朱友珪), élevé au rang de Prince de Ying en 907. Devient empereur par la suite.
  - Zhu Youzhen (朱友貞) (888–923), élevé au rang de Prince de Jun en 907. Devient empereur par la suite.
  - Zhu Youzhang (朱友璋), élevé au rang de Prince de Fu en 907
  - Zhu Youyong (朱友雍), élevé au rang de Prince de He en 907
  - Zhu Youhui (朱友徽), élevé au rang de Prince de Jian en 907
  - Zhu Youzi (朱友孜), élevé au rang de Prince de Kang en 913(?), exécuté par Zhu Youzhen en 915
  - Princesse Anyang, épouse de Luo Tinggui (羅廷規), le fils de Luo Shaowei
  - Princesse Changle, épouse de Zhao Yan, le fils de Zhao Chou
  - Princesse Jinhua, seconde épouse de Luo Tinggui, devient ensuite une nonne Bouddhiste (tonsurée en 910)
  - Princesse Puning, épouse de Wang Zhaozuo, le fils de Wang Rong
  - Princesse Zhenning
- Enfants adoptés
  - Zhu Youwen (朱友文), né Kang Qin (康勤), Prince de Bo. Meurt en 912, exécuté par Zhu Youzhen, sur ordre de Zhu Yougui
  - Zhu Youqian, né Zhu Jian (朱簡), Prince of Ji
  - Zhu Yougong (朱友恭), né Li Yanwei (李彥威). Est exécuté en 904, retrouve son nom de naissance après cette exécution
  - Zhu Yourang (朱友讓), né Li Rang (李讓)
  - Zhu Hanbin (朱漢賓), fils de Zhu Yuanli (朱元禮) un officier tué au combat